# Camila de Paula Brait
Camila de Paula Brait (ur. 20 października 1988 w Rio de Janeiro) – brazylijska siatkarka, reprezentantka kraju, grająca na pozycji libero. 
W listopadzie 2017 roku urodziła dziewczynkę o imieniu Alice. Po zakończonym sezonie klubowym 2021/2022 oznajmiła, że spodziewa się kolejnego dziecka.

## Sukcesy klubowe
Mistrzostwo Brazylii:
- 2010, 2012, 2025[2]
- 2009, 2011, 2013, 2017
- 2019, 2021

Klubowe Mistrzostwa Świata:
- 2012
- 2014
- 2011

Klubowe Mistrzostwa Ameryki Południowej:
- 2015

Puchar Brazylii:
- 2025[3]

## Sukcesy reprezentacyjne
Grand Prix:
- 2009, 2013, 2014, 2016

Puchar Wielkich Mistrzyń:
- 2013
- 2009

Igrzyska Panamerykańskie
- 2015

Mistrzostwa Ameryki Południowej:
- 2015

Igrzyska Olimpijskie:
- 2020

Liga Narodów:
- 2021

## Nagrody indywidualne
- 2015: Najlepsza libero i przyjmująca Igrzysk Panamerykańskich